# Besta Chrudim
Besta Chrudim je taneční škola působící v Chrudimi od roku 1991. Založil ji manželský pár Martina a Aleš Novákovi. Besta vyučuje mnoho tanečních stylů: od mazurky, jazz až po street dance. V současné době[kdy?] se soustředí nejvíce na kategorii modern dance a jazz dance. Věnuje se sólům, duům, malým skupinám a velkým formacím. Pro dívky a chlapce od 10 let umožňují výuku latinskoamerických a standardních párových tanců. Dále škola nabízí například letní soustředění, příměstské tábory, openclass ad. Výuka tance jak pro soutěžní třídy různých věkových kategorií (děti, junioři, mládež, dospělí, senioři), tak pro třídy nesoutěžní (předškolní děti + „hobby dance“

## Vedení klubu[2]
Z počátku se manželé věnovali pouze párovému tanci, později se taneční styl rozšířil na jazz dance, modern dance a contemporary. V současné době většinu tanečních lekcí vede mladší dcera – Klára Nováková. Klub je rozdělen do věkových kategorií. Později se dělí podle počtu tanečníků na: sóla, dua, malé skupiny (3–8 tanečníků) a velké formace (9–24 tanečníků)

## Prezentace
Taneční škola měla možnost se reprezentovat nejen na republikových soutěžích, ale také reprezentovat Českou republiku na mistrovství světa a jiných zahraničních soutěžích. V průběhu taneční sezóny také objíždí prestižní akce, plesy a různá další představení.